# ロンドン地下鉄1995形電車
ロンドン地下鉄1995形電車(英:London Underground 1995 Stock)は1996年から製造され、1998年6月12日に営業運転を開始したロンドン地下鉄ノーザン線用の電車。ロンドン地下鉄の2種類ある車両サイズのうち、小さいほうのサイズの車両群に属する。

## 概要
1959形、1972形の置換用として6両編成106本が1998年6月12日から2001年4月10日にかけて順次就役した。1995形の導入によりノーザン線はワンマン運転化された。1995形の形式名にかかわらず、客用ドア部滑り止めと一体となった製造者銘板には「1996」と刻印されている。1995形の形式名はジュビリー線用1996形との区別のためだけに与えられたと考えられる。バーミンガムのアルストムでほぼ同時期に製造された1995形には1996形との類似点が多いが、座席配置、運転席の設計、編成両数などに差が見られる。本文中の車両形式略号などはロンドン地下鉄の車両形式および車両番号の付与方法を参照のこと。

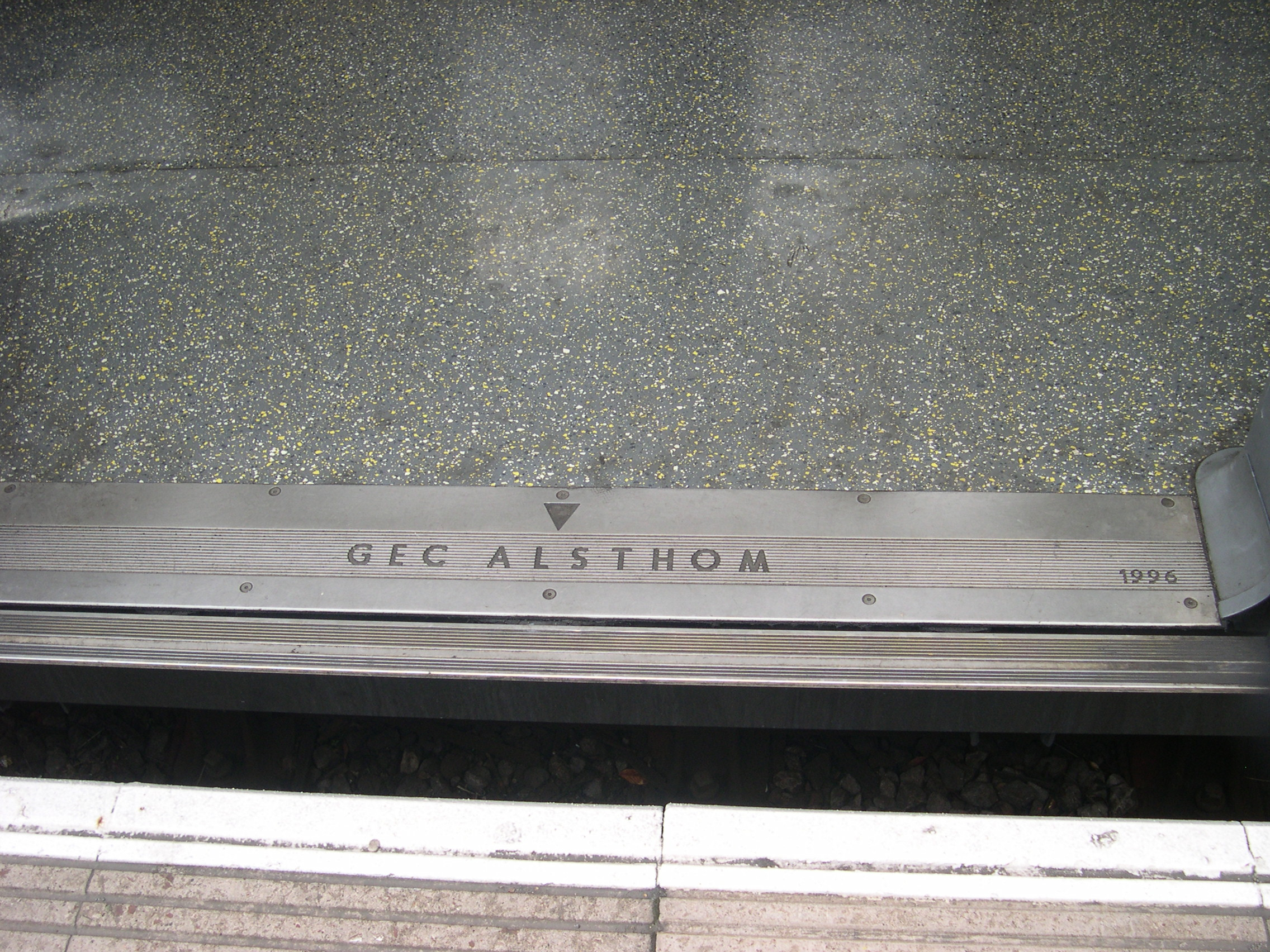
1995形製造銘板

## 外観

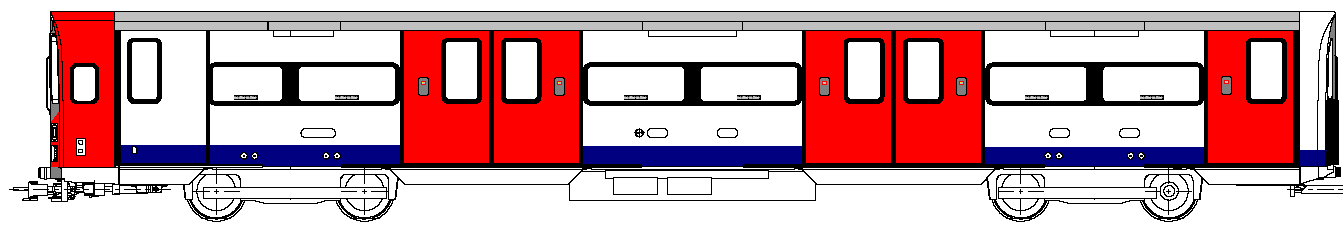
1995形先頭車側面図

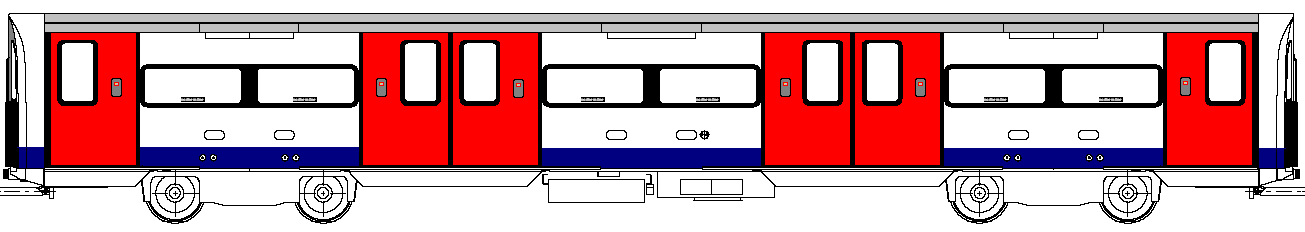
1995形中間車側面図

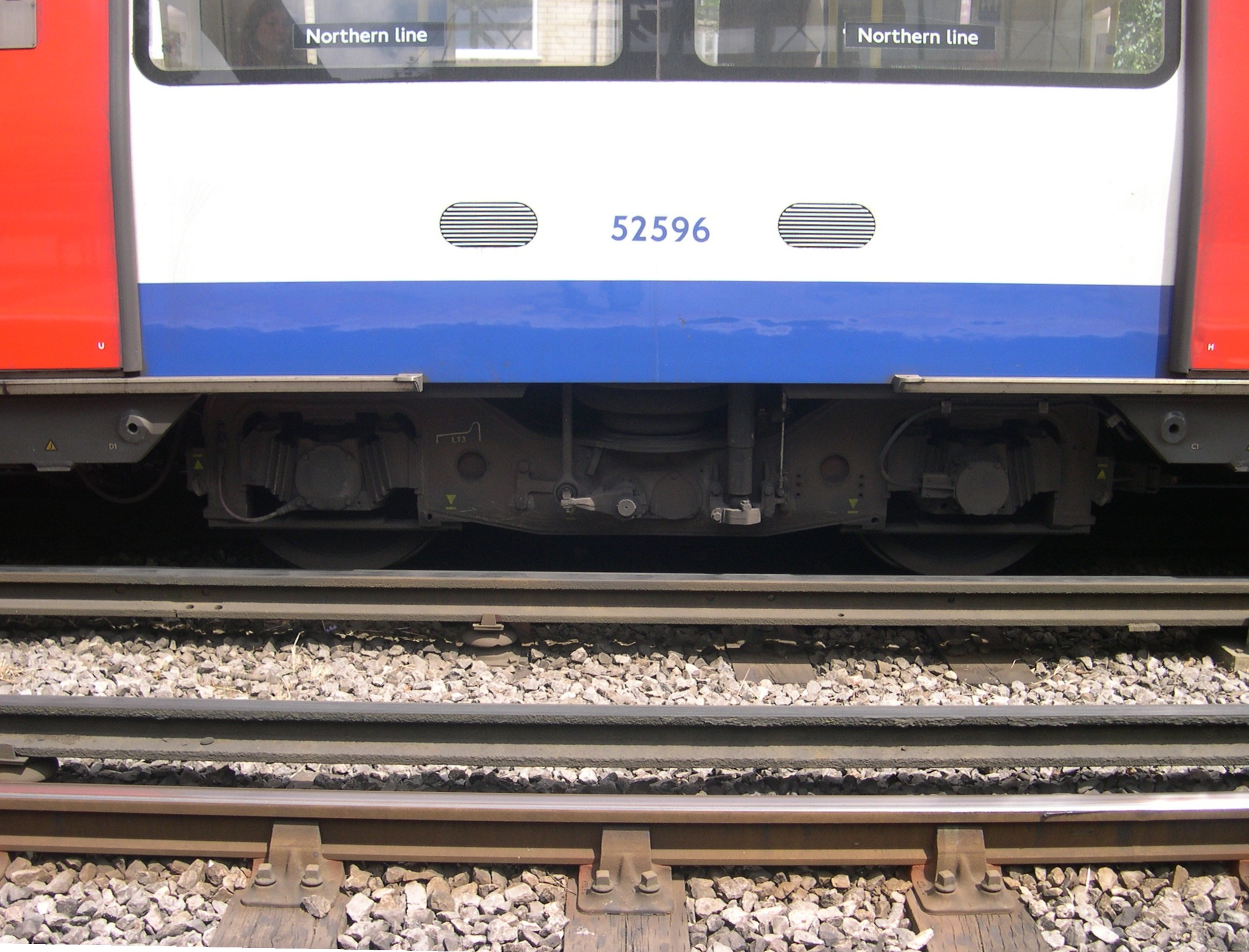
1995形の台車

車体中央に両開き扉2箇所、両端に片開き扉を備える4扉車だが、先頭車は扉1枚分強を運転席としてあるため3扉である。扉はすべて外吊り式。車体はロンドン地下鉄標準の赤青白の3色に塗装され、先頭部は赤く塗られているが、1992形等と同様全面窓周りが濃灰色に塗装されている。外観は1996形電車に酷似するが、最大の相違点は台車で、1996形がゴム枕ばねのアルストム製である一方、1995形は起伏の多いノーザン線の路線形状に対応するため、ボンバルディア製ADTRANZ空気ばね台車を装備している。

## 内装

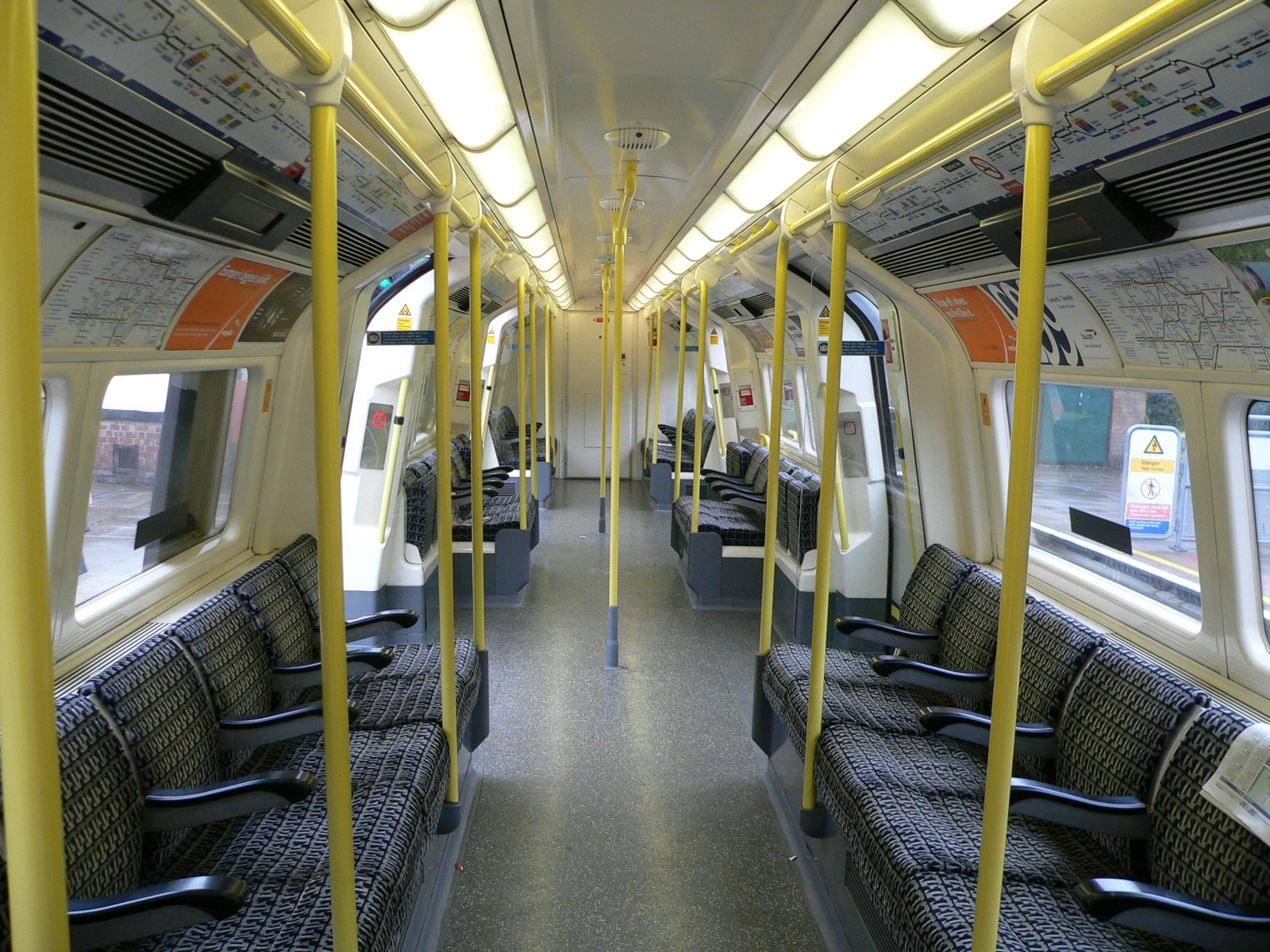
モケット張り替え前の1995形車内

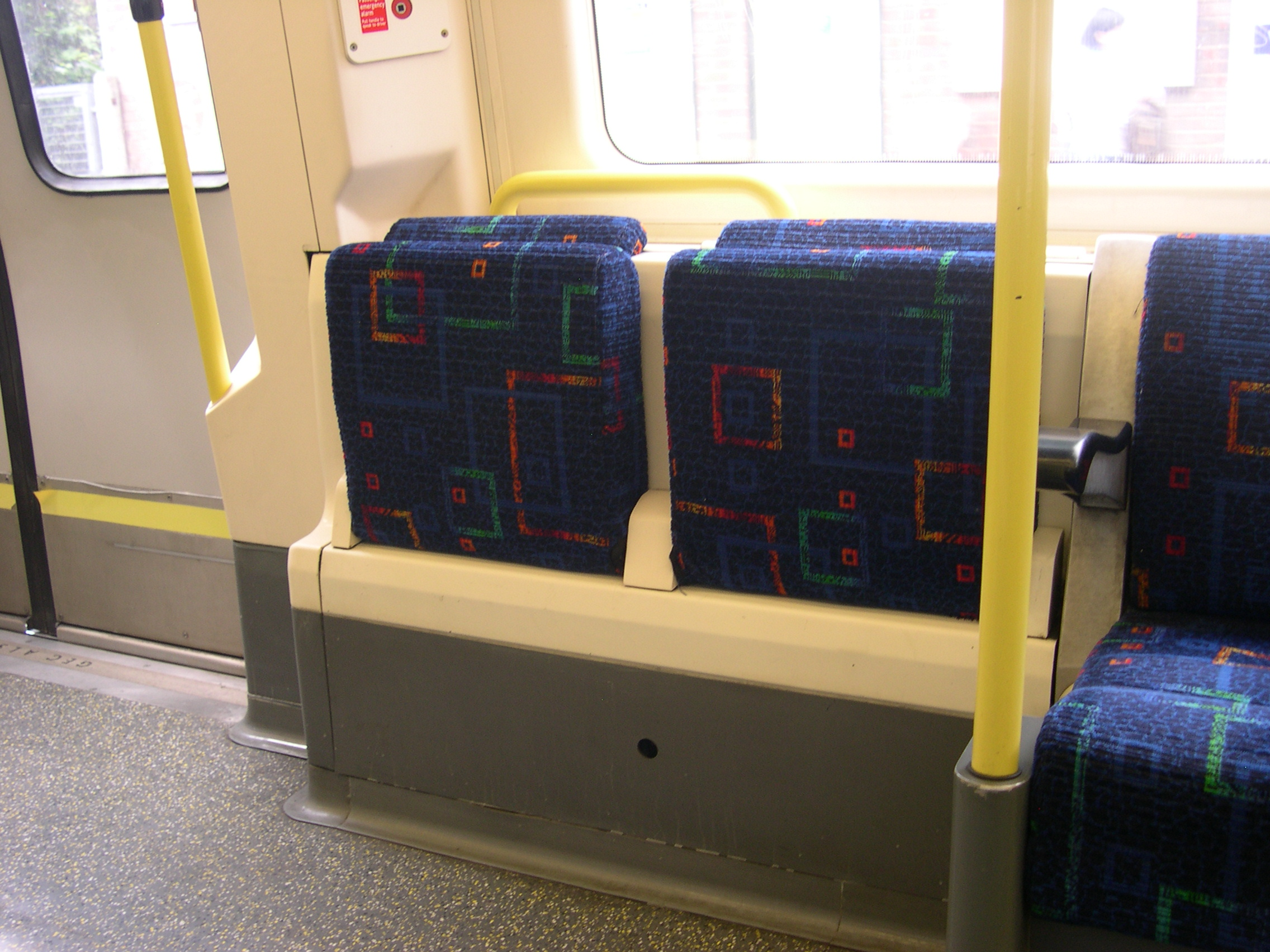
モケット張り替え後の1995形補助椅子

座席はロングシートで、登場時はNの模様があしらわれた藤色と灰色のシートモケットが使用されていたが、2007年10月から1996形や1973形と同様のロンドン地下鉄標準の、多種多様な色の四角い枠の模様があしらわれた青いモケットへの交換が行われ、2008年初に完了している。中央扉脇には跳ね上げ式補助椅子のある車椅子スペースがあり、車端部には寄り掛かれるよう腰の高さにモケットが貼られている。
1995形はデッドマン装置付き右手操作のワンハンドルマスコンで制御される。把手を時計回りに90度回すことでデッドマン装置が解除され、把手を前方に押し出すことで加速、手前に引くことで減速される。

## 編成
DM-T-UNDM3両ユニットを2本背中合わせにつないだ6両編成を組み、DMは515/516から、Tは525/526から、UNDMは535/536から始まる車両番号を持つ。同ユニット3両の下三桁の番号は同一で、北側に連結されるユニットが偶数の、南側に連結されるユニットが北側のユニットの下3桁に1を加えた奇数の番号をもつ編成を組むことが基本である。
例:51510 - 52510 - 53510 + 53511 - 52511 - 51511
一部編成のT車には集電用レールの防氷装置が設けられ、防氷装置付編成の3桁目の番号は7とされたうえ、先頭部車両番号には白丸がつけられ、容易に識別できるようになっている。

## 制御装置
1995形と1996形は類似した車体を持ち、ともにアルストム製であるが、異なる制御装置を採用している。1996形の設計は1991年に1995形より早く確定したため、1995形よりも古いシステムが採用されている。1996形はGTOサイリスタによるVVVFインバータ制御、1995形はアルストムのOnixと呼ばれるIGBTによるVVVFインバータ制御である。

## 自動放送装置

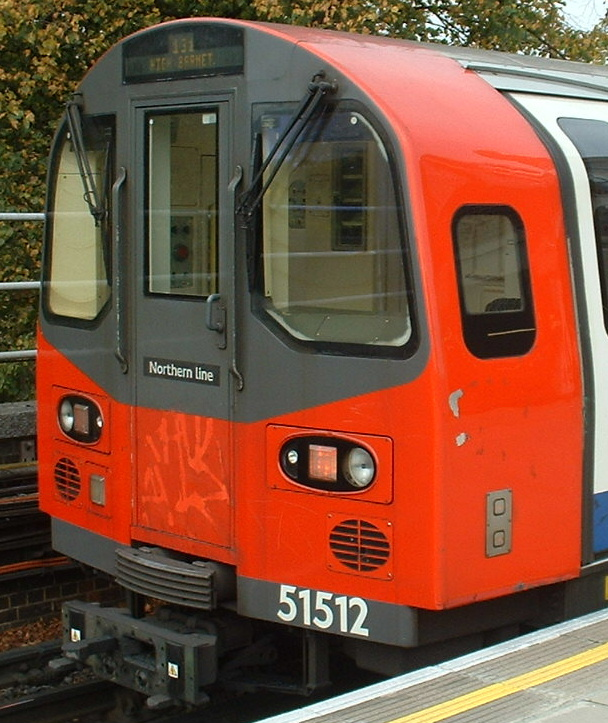
1995形先頭部

1995形には女声の自動放送装置が設置されている。放送の例を以下に示す。
- "This station is Clapham Common, this train terminates at High Barnet via Bank"
- "This station is Bank, change here for Docklands Light Railway, Waterloo & City, District, Circle and Central Lines, this train terminates at Edgware"

ノーザン線はナショナル・レール各線との接続駅で以下の例のように「近郊へのメイン・ライン(Main Line Suburban Rail Services)」と放送が流れる唯一の路線である。
- "This station is Waterloo, change here for Bakerloo, Jubilee, and Waterloo & City Lines and Main Line Suburban Rail Services, this train terminates at Kennington.
- "This station is Balham, change here for Main Line Suburban Rail Services, this train terminates at Morden.

1995形にはロンドン地下鉄で唯一ドアカットの機能があり、ムーアゲート、カムデン・タウン、チャリング・クロスで使用される。

## メンテナンス
1995形電車のメンテナンスはアルストムの子会社であるノーザン線サービス会社(NLSP)との維持管理契約のもとで運行されている。メンテナンスはゴルダーズ・グリーンとモーデンの管理センターでアルストムにより行われている。管理センターの支所がエッジウェア、ハイ・バーネット、ハイゲートにあり、ケニントンにも要員が常駐している。